# 諾姆·科爾曼
諾姆·科爾曼（Norm Coleman；1949年8月17日—）是美國的一位政治人物。在2003年至2009年期間，他是明尼蘇達州的兩位參議院議員之一。科爾曼在1988年至1996期間是民主黨籍，但在1996年之後加入共和黨。